# Berthold Auerbach
Berthold Auerbach, född 28 februari 1812 i  Nordstetten i Schwarzwald, död 8 februari 1882, var en tysk författare.
Auerbach, som var son till en judisk gårdfarihandlare, studerade filosofi, särskilt Spinoza, vid flera universitet och blev jämte Jeremias Gotthelf och Karl Immermann skapare av den tyska bynovellistiken. Berömda är hans Schwarzwälder Dorfgeschichten (1843–1853, Byhistorier), Barfüssele (1856) med flera. I dessa framställer Auerbach det sunda lantlivet i kontrast mot städernas "överkultur". Bland han övriga tidsromaner märks Auf der Höhe (1865, I slott och koja).

## Svenska översättningar (urval)
- Byhistorier från Schwarzwald (Schwarzwälder Dorfgeschichten) (översättning Thekla Knös, Bagge, 1849)
- Trenne döttrar: tre noveller (översättning Mathilda Langlet, Beijer, 1876)
- I slott och koja (Auf der Höhe) (översättning Robert Bachmann, Malmberg, 1876)
- Landtgården vid Rhen (översättning J. R. Spilhammar, Flodin, 1877)
- En sällsynt qvinna: lustspel i en akt (översättning Gustaf Noring, Gleerup, 1878)
- Byhistorier (Schwarzwälder Dorfgeschichten) (översättning O. F. Hedström och Carl Axel Grass, Köping: M. Barkéns bokhandel, 1878-1879)
- Barfota (Barfüssele) (översättning C. A. Grass, M. Barkéns bokhandel, 1879)
- Josef i snön (översättning Anna Hamilton-Geete, Fahlcrantz, 1891)
- Barfot: byhistoria (Barfüssele) (översättning Mathilda Drangel, Weijmer, 1910)
- Barfota (Barfüssele) (översättning A. Berg, Holmquist, 1922)